# Iaxamates
Els iaxàmates (grec antic: Ἰαξαμάται, llatí: Iaxamatae) van ser un poble que apareix durant el regnat de Sàtir III del Bòsfor, que va fer la guerra a la reina Tirgataida dels iaxàmates.
Suposadament eren sàrmates, segons els Iambes al Rei Nicomedes, i Pomponi Mela afirma que les dones eren unes guerreres tan valentes com els homes. Claudi Ptolemeu els situa a la Sarmàcia asiàtica, entre el riu Don i el Volga. Després del segle ii no tornen a ser esmentats. És possible que aquestes tribus fossin eslaves i no sàrmates.